# Ле-Фель
Ле-Фель (фр. Le Fel, окс. Lo Fèl) — коммуна во Франции, находится в регионе Окситания. Департамент — Аверон. Входит в состав кантона Антрейг-сюр-Трюйер. Округ коммуны — Родез.
Код INSEE коммуны — 12093.
Коммуна расположена приблизительно в 470 км к югу от Парижа, в 145 км северо-восточнее Тулузы, в 35 км к северу от Родеза.

## Население
Население коммуны на 2008 год составляло 171 человек.
| 1962 | 1968 | 1975 | 1982 | 1990 | 1999 | 2008 |
| ---- | ---- | ---- | ---- | ---- | ---- | ---- |
| 293  | 315  | 295  | 219  | 186  | 146  | 171  |

## Экономика

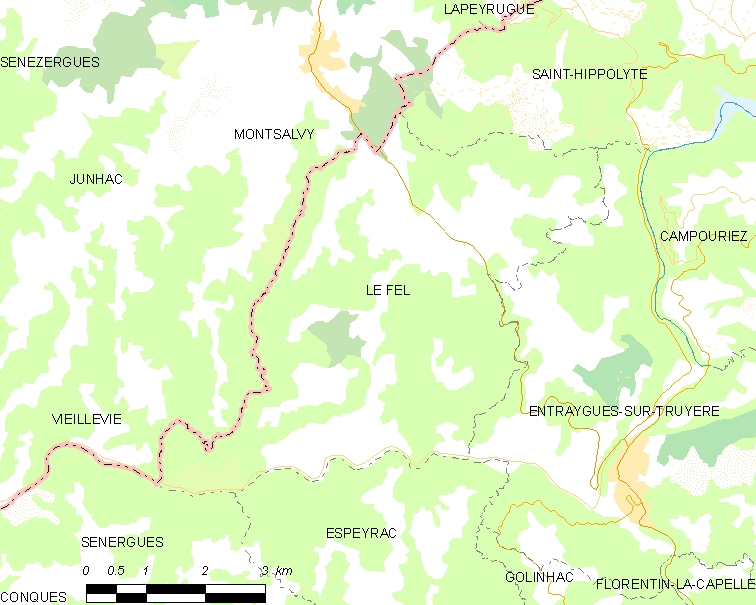
Карта коммуна

В 2007 году среди 99 человек в трудоспособном возрасте (15—64 лет) 72 были экономически активными, 27 — неактивными (показатель активности — 72,7 %, в 1999 году было 65,2 %). Из 72 активных работали 70 человек (39 мужчин и 31 женщина), безработных было 2 (1 мужчина и 1 женщина). Среди 27 неактивных 7 человек были учениками или студентами, 13 — пенсионерами, 7 были неактивными по другим причинам.